# Gudrun Nause
Gudrun Nause (geb. Otto) (14. Dezember 1940 in Falkenstein; † 3. Oktober 2018 in Wittenberge) war eine deutsche Diplomwirtschafterin und zuletzt Personalmanagerin (Kaderleiterin) beim VEB Nähmaschinenwerke Veritas Wittenberge. Für den Demokratischen Frauenbund Deutschlands (DFD) saß Nause zwischen 1967 und 1990 als Abgeordnete in der Volkskammer.

## Beruflicher Werdegang
Nause wurde als Gudrun Otto im vogtländischen Falkenstein geboren. Ihr Abitur legte sie allerdings 1959 in Hettstedt ab. Anschließend begann  sie an der Martin-Luther-Universität Halle-Wittenberg ein Studium, welches sie 1963 als Diplomwirtschafterin beendete. Danach verschlug es Nause zum VEB Nähmaschinenwerke Wittenberge, dem größten Nähmaschinenhersteller in der DDR. Dieser Betrieb sollte Nauses Berufsleben fortan prägen. Sie begann 1963 zunächst als Assistentin, wurde aber bereits 1964 mit 24 Jahren  Hauptabteilungsleiterin in der Produktionsplanung. Von 1966 bis 1970 war sie als Planungsleiterin und wissenschaftliche Mitarbeiterin tätig. Ab 1971 leitete Nause das Büro des Kombinatsdirektors, bis 1973 war dies Franz Seidel, darauf folgte Günther Berthold. 1980 wechselte sie schließlich in das Direktorat Kader und Bildung, welches Nause mindestens bis zur politischen Wende in der DDR im offiziellen Sprachgebrauch als Fachdirektor für Kader und Bildung leitete.

## Politik
Nause wurde beim Eintritt ins Berufsleben 1963 zunächst Mitglied der Einheitsgewerkschaft FDGB. 1967 wurde sie sowohl Mitglied der SED als auch des Demokratischen Frauenbundes Deutschlands (DFD). Noch im selben Jahr kandidierte Nause für die Frauenorganisation zu den anstehenden Volkskammerwahlen. Fortan war sie von der 5. bis zur 9. Wahlperiode in den Jahren 1967 bis 1990 Mitglied der DFD-Fraktion im DDR-Parlament. In der 5. Wahlperiode gehörte sie dem Ausschuss für Kultur an, in der 7. Wahlperiode war sie Mitglied des Verteidigungsausschusses und in der 6., 8. und 9. Wahlperiode gehörte Nause dem Ausschuss für Haushalt und Finanzen an.